# انظر إليها الآن (أغنية)
«انظر إليها الآن» (بالإنجليزية: Look at Her Now) هي أغنية للمغنية الأمريكية سيلينا غوميز. تم إصدارها في 24 أكتوبر 2019 من قبل إنترسكوب ريكوردز كألاغنية الثانية من ألبومها الثالث رير (2020) ، بعد يوم من إصدار لوز يو تو لوف مي (بالإنجليزية: Lose You to Love Me) الأغنية كتبتها غوميز وجوليا مايكلز وجاستن ترانتر وأنتجها إيان كيركباتريك، وقد تم وصفها بأنها أغنية رقص وبوب وأغنية إلكتروبوب، دخلت الأغنية المراكز العشرين الأولى في المخططات في كندا وجمهورية التشيك واليونان وإستونيا والمجر وأيرلندا وماليزيا والنرويج وسنغافورة وسلوفاكيا وسويسرا ، بالإضافة إلى المراتب 40 في الولايات المتحدة وأستراليا والنمسا ونيوزيلندا والبرتغال والمملكة المتحدة ، تلقت الأغنية مراجعات إيجابية من نقاد الموسيقى، حيث أشاد الكثيرون بإنتاجها ورسالة الثقة بالنفس التي سجلتها غوميز طوال الأغنية.

## فيديو الموسيقى
الفيديو الموسيقي ، الذي صدر في نفس يوم الأغنية ، يضم  الفيديو غوميز وراقصين في الخلف ، يرقصون في خيمة ملونة للغاية، مثل الفيديو الموسيقي لأغنية "Lose You to Love Me" ، تم تصويره أيضًا بشكل كامل على آي فون 11 برو ، وأخرجته أيضًا صوفي مولر.

## العروض الحية
تم اداء الاغنية مع أغنية أغنية "Lose You to Love Me" لأول مرة في حفل توزيع جوائز الموسيقى الأمريكية لعام 2019 كالأغنية الافتتاحية للحفل في 24 نوفمبر 2019.

## النجاح التجاري
بعد يوم واحد من الإصداى ، ظهرت الأغنية لأول مرة في المرتبة الثالثة في مخطط US Billboard Bubbling Under Hot 100 Singles ، ودخلت بيلبورد هوت 100 في المرتبة 27 ، في نفس الأسبوع ، ظهرت الأغنية لأول مرة في المرتبة 26 في المملكة المتحدة ورقم 29 في أستراليا ، دخلت الأغنية أعلى 20 في المخططات في كندا وأيرلندا والنرويج وسنغافورة وسويسرا. كما ظهر لأول مرة في المراكز العشرة الأولى في اليونان ولاتفيا وسلوفاكيا.

## المخططات
| المخططات والدول (2019)                    | المراتب |
| ----------------------------------------- | ------- |
| الأرجنتين (Argentina Hot 100)             | 91      |
| أستراليا (ARIA)                           | 29      |
| النمسا (Ö3 Austria Top 40)                | 26      |
| بلجيكا (Ultratip Flanders)                | 9       |
| بلجيكا (Ultratip Wallonia)                | 33      |
| كندا (Canadian Hot 100)                   | 13      |
| كولومبيا (National-Report)                | 88      |
| كرواتيا (HRT)                             | 93      |
| التشيك (Singles Digitál Top 100)          | 14      |
| إستونيا (Eesti Ekspress)                  | 11      |
| فرنسا (SNEP)                              | 44      |
| ألمانيا (Official German Charts)          | 43      |
| اليونان (IFPI)                            | 6       |
| المجر (Single Top 40)                     | 12      |
| المجر (Stream Top 40)                     | 12      |
| جزيرة أيرلندا (IRMA)                      | 15      |
| لاتفيا (LAIPA)                            | 7       |
| ليتوانيا (AGATA)                          | 12      |
| ماليزيا (RIM)                             | 16      |
| هولندا (Single Top 100)                   | 78      |
| نيوزيلندا (Recorded Music NZ)             | 23      |
| النرويج (VG-lista)                        | 15      |
| البرتغال (AFP)                            | 31      |
| رومانيا (Airplay 100)                     | 53      |
| اسكتلندا (Official Charts Company)        | 44      |
| سنغافورة (RIAS)                           | 14      |
| سلوفاكيا (Singles Digitál Top 100)        | 7       |
| إسبانيا (PROMUSICAE)                      | 71      |
| السويد (Sverigetopplistan)                | 53      |
| سويسرا (Schweizer Hitparade)              | 20      |
| المملكة المتحدة (Official Charts Company) | 26      |
| الولايات المتحدة Billboard Hot 100        | 27      |
| الولايات المتحدة Rolling Stone Top 100    | 16      |
| فنزويلا (Record Report)                   | 3       |
| فنزويلا Pop (Record Report)               | 17      |